# Lac Labrecque
Lac Labrecque är en sjö i Kanada.   Den ligger i regionen Saguenay–Lac-Saint-Jean och provinsen Québec, i den östra delen av landet, 500 km nordost om huvudstaden Ottawa. Lac Labrecque ligger 132 meter över havet. Arean är 4,8 kvadratkilometer. Den sträcker sig 2,4 kilometer i nord-sydlig riktning, och 5,4 kilometer i öst-västlig riktning.
I omgivningarna runt Lac Labrecque växer i huvudsak blandskog. Runt Lac Labrecque är det glesbefolkat, med 10 invånare per kvadratkilometer.